# Шенсой, Неше
Неше Шенсой Йылдыз (тур. Neşe Şensoy Yıldız; 10 июня 1974, Стамбул) — турецкая дзюдоистка суперлёгкой весовой категории, выступала за сборную Турции во второй половине 1990-х — первой половине 2000-х годов. Участница двух летних Олимпийских игр, обладательница бронзовой медали чемпионата мира, чемпионка Средиземноморских игр в Тунисе, серебряная и бронзовая призёрша чемпионатов Европы, победительница многих турниров национального и международного значения.

## Биография
Неше Шенсой родилась 10 июня 1974 года в Стамбуле. Впервые заявила о себе в сезоне 1995 года, выиграв в суперлёгком весе золотую медаль на международном турнире класса «А» в Софии. Два года спустя стала на этом турнире третьей, ещё через год получила бронзу на этапе Кубка мира в Москве.
Благодаря череде удачных выступлений удостоилась права защищать честь страны на летних Олимпийских играх 2000 года в Сиднее, однако уже в стартовом поединке потерпела поражение от представительницы Украины Людмилы Лусниковой и лишилась тем самым всяких шансов на попадание в число призёров. Кроме того, в этом сезоне получила серебряные медали на этапах Кубка мира в Софии и Праге, взяла бронзу на этапах в Будапеште и Минске, заняла седьмое место на чемпионате Европы в Минске.
В 2001 году Шенсой одержала победу на Средиземноморских играх в Тунисе, одолела здесь всех оппоненток в суперлёгком весовом дивизионе, в том числе итальянку Джузеппину Макри в финале, тогда как на европейском первенстве в Париже была лишь седьмой. На чемпионате мира 2003 года в японской Осаке добавила в послужной список бронзовую награду — проиграла здесь только китаянке Гао Фэн на стадии 1/16 финала. Будучи в числе лидеров турецкой национальной сборной, благополучно прошла квалификацию на Олимпийские игры 2004 года в Афинах — в стартовом поединке взяла верх над Ли Гёнъок из КНДР, но затем в 1/16 финала потерпела поражение от Йе Кы Рин из Южной Кореи, оказавшись в стороне от розыгрыша медалей.
После афинской Олимпиады Неше Шенсой осталась в основном составе дзюдоистской команды Турции и продолжила принимать участие в крупнейших международных регатах. Так, в 2005 году в суперлёгком весе она выиграла бронзовые медали на чемпионате Европы в Роттердаме и на Средиземноморских играх в Альмерии — в первом случае была побеждена в финале румынкой Алиной Думитру. Год спустя на европейском первенстве в финском Тампере удостоилась серебряной награды, проиграв в решающем поединке той же Алине Думитру. Последний раз показала сколько-нибудь значимые результаты на международной арене в сезоне 2007 года, когда заняла седьмое место на этапе Кубка мира в Таллинне и завоевала бронзу на этапе в Минске. Вскоре по окончании этих соревнований приняла решение завершить карьеру профессиональной спортсменки.